# Гірняк Михайло Ігорович
Миха́йло І́горович Гірня́к — лейтенант Збройних сил України.

## З життєпису
Випускник 2013 року Академії сухопутних військ імені гетьмана Петра Сагайдачного, спеціальність «управління діями підрозділів механізованих військ».
Командир механізованого взводу 24-ї окремої механізованої бригади. Зумів із взводу створити штурмову групу, котра брала участь у звільненні від терористів до 10 населених пунктів у Донецькій та Луганській областях.

## Нагороди
21 жовтня 2014 року — за особисту мужність і героїзм, виявлені у захисті державного суверенітету та територіальної цілісності України, вірність військовій присязі під час російсько-української війни, відзначений — нагороджений орденом «За мужність» III ступеня.